# Jean Maximilien Lucas
Jean Maximilien Lucas (Rouen, 1636 – 1697) è stato un tipografo e editore francese.
Fu il primo biografo di Baruch Spinoza.

## Biografia
Lucas nacque a Rouen in una data incerta compresa tra il 1636 e il 1646 dopo avere emigrato nei Paesi Bassi intorno al 1667, nel 1670 acquisì la cittadinanza di Amsterdam. Qui pubblicò un certo numero di opere, ma ciononostante dichiarò bancarotta nel 1680. Senza avere una personale conoscenza di Baruch Spinoza, che era morto nel 1677, Lucas incontrò vari membri del suo circolo per tramite di Jan Rieuwertsz, che era stato l'editore del filosofo olandese.
Seguendo l'attribuzione di Charles Levier, la biografia del 1719 intitolata La vie de Monsieur Benoit de Spinosa  è generalmente ascritta a Lucas.  L'opera mostra che si trattava di una produzione del periodo immediatamente successivo alla morte di Spinoza. Presenta un tono agiografico e pubblicizza lo spinozismo. La biografia ispirò Pierre Bayle.
L'altra opera pubblicata con la biografia, L'Esprit de Monsieur Benoit de Spinosa, è ora attribuita a Jan Vroesen (1672–1725).
Lucas fu anche coinvolto nella produzione di riviste clandestine in francese, indirizzate contro re Luigi XIV.